# Prodasineura abbreviata
Prodasineura abbreviata – gatunek ważki z rodziny pióronogowatych (Platycnemididae). Endemit Borneo; stwierdzony wyłącznie w południowej części wyspy w prowincji Borneo Środkowe.